# Polyalthia montis-silam
Polyalthia montis-silam este o specie de plante din genul Polyalthia, familia Annonaceae, descrisă de David Mark Johnson. Conform Catalogue of Life specia Polyalthia montis-silam nu are subspecii cunoscute.